# Cultural Objects Name Authority
Cultural Objects Name Authority (CONA) ist ein strukturiertes Vokabular, das den Zugang zu Informationen über Kunst, Architektur und materielle Kultur erleichtern soll. Es wird vom Getty Research Institute herausgegeben und ist online verfügbar.
Es handelt sich um einen Thesaurus, der vor allem für Archive, Bibliotheken und Museen eine wichtige Ressource zur Zuordnung von Objekten des kulturellen Erbes darstellt.